# Course en montagne
Cet article concerne la discipline athlétique. Pour le terme concernant l'alpinisme, voir Alpinisme.
La course en montagne ou course de montagne (parfois également appelée course de côte, par analogie aux épreuves cyclistes et motorisées du même nom) est une discipline sportive de course à pied en pleine nature, généralement en moyenne montagne, ou sur route, avec un dénivelé important à gravir.

## Terminologie
La course en montagne se différencie du trail en montagne par le terrain d'évolution sur chemin stabilisé (pas de single track), la longueur de l'épreuve, plus courte, aucun passage technique, le matériel utilisé (les bâtons sont prohibés en course en montagne) et les postes de ravitaillement sont plus nombreux (en course en montagne, les coureurs ne portent pas de sac). Ces caractéristiques la rapprochent de la course pédestre classique de masse, mais avec un dénivelé parfois important sur un terrain montagneux.
Les compétitions sont organisées au niveau mondial et national avec un format de course déterminé. Selon la FFA, le parcours a un minimum de 500 m de dénivelé positif, un écart minimum de 300 m d'altitude entre le haut et le bas et une durée de course de l'ordre de 1 h-1 h 15 pour les vainqueurs.
Il convient de distinguer la discipline de « course en montagne » relevant de la course à pied, de la « course de montagne », activité relevant de l'alpinisme,.

## Historique

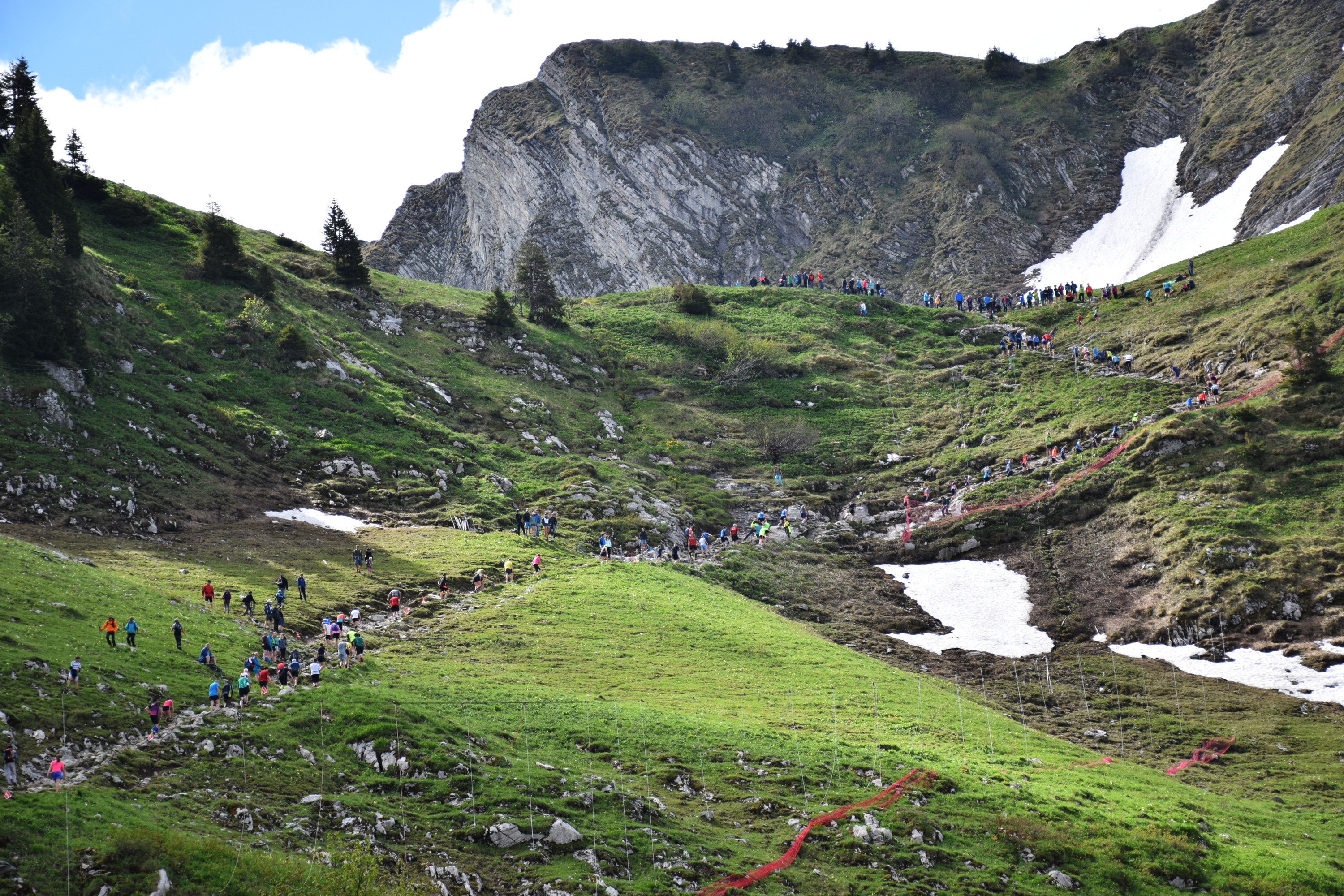
Course Neirivue-Moléson.

La première course en montagne connue se serait déroulée en Écosse, à Braemar. Elle aurait été organisée par le roi Malcolm III d'Écosse aux alentours de 1040-1064 pour transmettre rapidement un message, un événement qui semble avoir été le précurseur du Braemar Gathering (en), bien qu'aucun document ne permette d'établir un lien direct entre cet événement et les courses en montagne qui auront lieu, plus tard, au XIXe siècle.
La première course en montagne moderne à être organisée est la Grasmere Guides Race en 1868 dans le Lake District. Des courses longues font également leur apparition dans les Pyrénées au début du XXe siècle avec notamment le Trophée du Vignemale en 1904 et le championnat du Canigou en 1905.
Aux États-Unis, la première course de montagne à voir le jour est la course du mont Marathon en Alaska en 1915. D'autres courses voient le jour en dans les années 1930 avec l'ascension de Pikes Peak et la course du Mont Washington avant d'être interrompues par la Seconde Guerre mondiale. Il faut attendre les années 1950 pour qu'elles soient à nouveau organisées.
Au Japon, une première course de montagne est organisée sur le mont Fuji en 1913, courue de manière épisodique avant la Seconde Guerre mondiale. Un autre évènement, la course du mont Fuji, a lieu de manière pérenne depuis sa création en 1948.
Dans les Alpes, la première course de montagne créée est Ivrea-Mombarone en Italie en 1922. D'autres courses voient le jour également en Italie à la fin des années 1940. Différents formats sont organisés : course individuelle avec départ en ligne ou en contre-la-montre et courses de relais.
En Suisse, la première course de montagne à voir le jour est le Trophée des Combins en 1965 avec un départ à la carte. Le début des années 1970 voit la création de nombreuses courses de montagne en Suisse, en Autriche et en Allemagne. En 1974 la course Sierre-Zinal voit le jour avec un parcours long et des inscriptions ouvertes aux femmes et aux amateurs. Cette course connaît rapidement un succès et permet de populariser la discipline.

## Coupes et championnats
En 1975, en l'absence de toute compétition internationale, le magazine Spiridon met en place la Coupe internationale de la montagne (CIME), désigné de manière inofficielle comme le championnat d'Europe. Elle regroupe des courses de montagne en Suisse, France, Allemagne et Royaume-Uni et s'étend par la suite à l'Italie et à l'Autriche.
En 1984, l'ICRM (WMRA) est créé, et le premier Trophée mondial de course en montagne (championnat du monde depuis 2008) voit le jour en 1985 à San Vigilio di Marebbe. Depuis 2022, ce championnat est organisé conjointement avec celui de trail.
Les championnats d'Europe se déroulent depuis 1994. Des championnats d'Afrique ont eu lieu entre 2009 et 2014. Les championnats d'Amérique du Nord et centrale réunissent, depuis 2004, les coureurs des États-Unis, du Canada et du Mexique et, depuis peu, le Salvador et le Costa Rica.
Des championnats nationaux sont organisés depuis :
- 1975 en Italie ;
- 1984 en Autriche ;
- 1985 en Allemagne ;
- 1986 en Suisse ;
- 1989 en France ;
- 2002 en Espagne ;
- 2003 aux États-Unis ;
- 2009 en Angleterre.

## Fell running

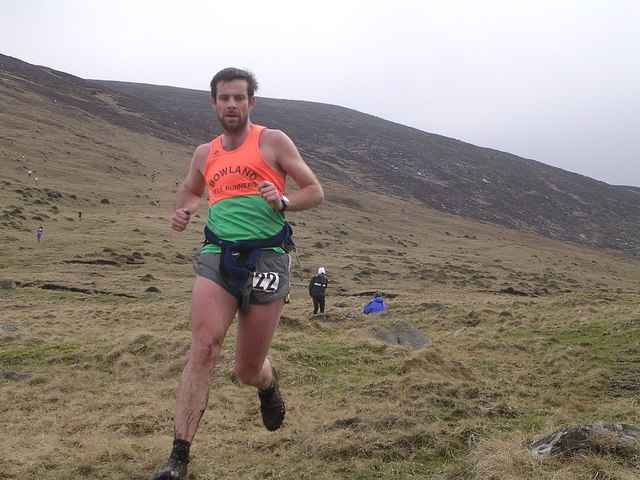
Coureur lors de la course de Slieve Bearnagh.

Le fell running est une discipline pratiquée presque exclusivement au Royaume-Uni et en Irlande. Il consiste à gravir un sommet et à en redescendre. Il se distingue de la course en montagne par le fait que le parcours ne suit pas toujours un chemin et qu'il est parfois volontairement mal indiqué. Il reprend ainsi des éléments du cross-country et de la course d'orientation. Les courses sont généralement plutôt courtes (moins de 16 km) mais il existe également des courses plus longues, telles que la Three Peaks Race avec ses 37,4 km, qui peuvent parcourir plusieurs sommets,,.
Des courses célèbres incluent notamment la course du Snowdon au pays de Galles, la course du Ben Nevis en Écosse ou encore la Three Peaks Race dans le Yorkshire.
Afin d'inclure un format de course similaire avec montée et descente, les championnats du monde de course en montagne proposent deux parcours pour les hommes jusqu'en 1992, un long avec principalement de la montée et un court avec montée et descente. À partir de 1993, une seule course est proposée avec les deux formats en alternance.

## Alpirunning
L'alpirunning est une activité de plein air mêlant alpinisme et trail. Il s'agit de course de montagne pratiquée avec un équipement léger permettant de courir sur les sections où cela est possible. Les parties hautes des parcours ne comportent généralement pas de sentier et peuvent être enneigées. Les sections à escalader (faciles à peu difficiles), sont franchies en scrambling (en) avec un équipement minimal.
Les records d'ascension de montagnes élevées (montée ou montée-descente), se réalisent  en alpirunning. Le Catalan Kilian Jornet a mieux fait connaître cette discipline en améliorant, en août-septembre 2024, le temps d'enchaînement des 82 plus hauts sommets des Alpes,.